# اچ‌ام‌اس اید (۱۸۰۹)
اچ‌ام‌اس اید (۱۸۰۹) (به انگلیسی: HMS Aid (1809)) یک کشتی بود که طول آن ۱۰۵٫۵ فوت (۳۲٫۲ متر) بود. این کشتی در سال ۱۸۰۹ ساخته شد.